# Abrolhos-szigetek
Az Abrolhos-szigetek  (portugálul: Arquipélago de Abrolhos) avagy Abrolhos-szirtek egy öt kisméretű szigetből álló korallzátony Bahia állam partjaitól délre, Brazília északkeleti régiójában, a déli szélesség 17º25’—18º09’ és a nyugati hosszúság 38º33’—39º05’ koordinátái által határolt területen.
A szirtekhez legközelebb eső település Caravelas. A szirtek neve a portugál abrolho szóból ered, aminek jelentése származhat az "Abre Olhos" (Nyisd ki a szemed) szavak összeolvasásából, avagy bírhat  sziklazátony illetve víz alatti homokpad jelentésekkel, melyek veszélyt jelenthetnek a hajókra. A szirteknél látható egy feltűnő hajóroncs.

## Történetük
E kis szigeteket Albin Roussin báró figyelte meg először. A londoni admiralitásnak a Beagle második útjához adott instrukciók között szerepelt, hogy „nagy fontossággal bír tudni az Abrolhos-pad valódi pozícióját és bizonyosan megtudni, hogy jóval messzebb kinyúlnak annál, mint ahogy Roussin báró a határait meghatározta”, és utasította Robert FitzRoy kapitányt mélységmérések elvégzésére és a szirtek pozíciójának meghatározására. A feladatot 1832. március 27-30. között végezték el, lehetőséget adva Charles Darwinnak a szirtek vadvilágának és geológiájának a vizsgálatára.
A szirteknél az első világháború idején a brit flotta titkos szenelő bázist alakított ki. A német győzelmet hozó Coronel-foki csata után a szétszórt brit hajóraj egységeinek és a beérkező erősítések gyülekezési helyéül szolgált.

### A szirtek tagjai
- Ilha de Santa Bárbara, a legnagyobb sziget. A brazil haditengerészet rendelkezik rajta egy őrállomással és egy világítótoronnyal.
- Ilha Siriba, ez az egyetlen látogatható sziget.
- Ilha Redonda
- Ilha Guarita
- Ilha Sueste

### Víz alatti homokpadok
- Parcel dos Abrolhos – egy nagy kiterjedésű, a szigetektől észak-délkelet irányban elnyúló zátony. A Santa Barbara szigettől 5 km-re fekvő zátony határai nincsenek egyértelműen meghatározva.[5]
- Parcel das Paredes – legnagyobb kiterjedésű a zátonyok közül, a szirtektől északnyugatra helyezkedik el.[6]
- Sebastiao Gomes-zátony, Coroa Vermelha-zátony és Viçosa-zátony - a Parcel das Paredes-től délnyugatra helyezkednek el.
- Timbebas-sziklazátony – északi irányban, a partokhoz közel helyezkedik el.

## Vadvilág
A szigetcsoport kiterjedt zátonyai gazdag tengeri élővilágnak adnak otthont. A lakatlan szigetek nyílt-tengeri madarak költőhelyéül szolgál.
Az Abrolhos Tengeri Nemzeti Parkot (Parque Nacional Marinho dos Abrolhos) 1983-ban hozták létre. A Guarita és a Sueste szigetek területére lépni szigorúan tilos.

## Galéria
|  |  |

|  |  |

## Külső linkek
- Műhold felvételatel (Google)
- Abrolhos-szirtek (szigetek) portálja
- Abrolhos - The South Atlantic Largest Coral Reef Complex Archiválva 2020. február 19-i dátummal a Wayback Machine-ben
- Centro de Sinalização Náutica Almirante Moraes Rego